# Miss Teen Grand
Miss Teen Grand es un concurso de belleza internacional para adolescentes de entre 15-19 años, que busca empoderar a las mujeres jóvenes de todo el mundo. La actual Miss Teen Grand es Rafaela Mecabô de Brasil, quien fue coronada el 25 de noviembre de 2024 en Lima, Perú.

## Historia
Miss Teen Grand fue fundado el 26 de junio de 2023, fecha en la que se solicitó el registro de marca en el  Servicio Nacional de Derechos Intelectuales (SENADI), que posteriormente fue publicada en la Gaceta de la Propiedad Intelectual No. 725, con fecha 31 de julio de 2023 y concedida a Rodrigo Moreira, titular de todos los derechos de propiedad intelectual, el 13 de diciembre de 2023.

## Ganadoras
| # | Año  | Miss Teen Grand         | País   | Ciudad Sede | Ref.              |
| - | ---- | ----------------------- | ------ | ----------- | ----------------- |
| 1 | 2024 | Rafaela Mecabô Salmória | Brasil | Lima, Perú  | [ 1 ] [ 2 ] [ 3 ] |

## Requisitos de participación
- Ser mujer de nacimiento.
- Representar a su país de origen.
- Tener entre 14 y 19 años.
- No haber contraído matrimonio nunca.
- No estar, ni haber estado embarazada.
- Tener la disposición de ser Miss Teen Grand y cumplir con todas las citas que ello conlleva.